# Semestene
Semestene – miejscowość i gmina we Włoszech, w regionie Sardynia, w prowincji Sassari.
Według danych na rok 2004 gminę zamieszkiwało 227 osób, 5,8 os./km². Graniczy z Bonorva, Cossoine, Macomer, Pozzomaggiore i Sindia.